# Just as I Am (Yolanda Adams)
Just as I Am è il primo album in studio della cantante gospel Yolanda Adams, pubblicato nel 1987 per l'etichetta Nine Records.

## Tracce
1. I Am – 3:20 (Michael McKay)
2. Restore Me – 4:01 (Thomas Whitfield)
3. Signs of the Time – 3:43 (Jonathan DuBose)
4. Just as I Am – 3:43 (Thomas Whitfield)
5. Come and Go with Me – 4:30 (Thomas Whitfield, Gregory Troy)
6. Wash Me – 5:55 (Carl Preacher, Thomas Whitfield)
7. If You Can Take It/You Can Make I – 4:16 (Thomas Whitfield, Yolanda Adams)
8. Deliverance – 4:11 (Yolanda Adams, Thomas Whitfield)

Durata totale: 33:39

## Classifiche
| Classifica (1988)  | Posizione massima |
| ------------------ | ----------------- |
| Stati Uniti Gospel | 8                 |